# Chrysoritis turneri
Chrysoritis turneri is een vlinder uit de familie van de Lycaenidae. De wetenschappelijke naam van de soort is voor het eerst gepubliceerd in 1938 door Norman Denbigh Riley.

## Verspreiding
De soort komt voor in Zuid-Afrika (West-Kaap, Noord-Kaap, Oost-Kaap en Vrijstaat) en Lesotho.

## Ondersoorten
- Chrysoritis turneri turneri (Riley, 1938)
- Chrysoritis turneri amatola (Dickson & McMaster, 1967)
- Chrysoritis turneri wykehami (Dickson , 1980)
  - = Poecilmitis wykehami Dickson, 1980